# Estación de Limones-Chacchoben
Limones será una estación de trenes que se ubicara en el Municipio de Bacalar, Quintana Roo.

## Historia
Andrés Manuel López Obrador anunció en su campaña presidencial del 2018 el proyecto del Tren Maya. El 13 de agosto de 2018 anunció el trazo completo. El recorrido de la nueva ruta del Tren Maya puso a la Estación Bacalar en la ruta que conectaría con Tulum y con Chetumal, Quintana Roo